# Makonsaari
Makonsaari är en ö i Finland. Den ligger i sjön Ätäskö och i kommunen Kides i den ekonomiska regionen  Mellersta Karelens ekonomiska region  och landskapet Norra Karelen, i den sydöstra delen av landet, 300 km nordost om huvudstaden Helsingfors. Öns area är 0,8 hektar och dess största längd är 160 meter i sydväst-nordöstlig riktning.